# Luigi Maria Bossi
Luigi Maria Bossi (Malnate, 30 dicembre 1859 – Milano, 1º febbraio 1919) è stato un ginecologo e politico italiano.
Direttore dell'Istituto di ostetricia di Novara e di una clinica genovese, costruì un dilatatore eponimo per facilitare l'espulsione del neonato al parto.
Nel 1898, a Genova, effettuò un'operazione chirurgica su Constance Lloyd, moglie di Oscar Wilde, che morì pochi giorni dopo l'operazione.
Fu eletto al Parlamento per il Partito Socialista Italiano nella XXI legislatura del Regno d'Italia. Fu membro della loggia n.61 "Giuseppe Mazzini" del Droit Humain a Napoli e Maestro nella loggia Stella d'Italia di Genova, appartenente al Grande Oriente d'Italia l'undici maggio 1889. 
Morì assassinato dal marito di una paziente.